# Chlorophorus trifasciatus
Chlorophorus trifasciatus је врста инсекта из реда тврдокрилаца (Coleoptera) и породице стрижибуба (Cerambycidae).

## Опис
Глава ове врсте је црна, пронотум је црвенкастосмеђ, врло ретко црн. Покрилца су црна са јасним, контрастним шарама у виду белих штрафти. Штрафте на елитрама ретко могу бити црвене, и у том случају нису јасне. Ноге и антене су црвенкастосмеђе. Антене су увек кратке. Најсличнија врста јој је Chlorophorus hungaricus, од које се разликује по одсуству усправних светлих длака на пронотуму и у бази покрилаца. Дужина тела одрасле јединке креће се у распону од 6 до 9 mm.

## Распрострањеност
Врста Chlorophorus trifasciatus је распрострањена у јужној и Југоисточној Европи, северној Африци, Турској и на Блиском истоку. У Србији је ова врста забележена на малом броју локалитета у јужним и западним деловима земље, као и у Војводини.

## Станиште
Ова врста преферира сува и топла медитеранска станишта, на којима може да буде најбројнија врста стрижибубе. Одрасле јединке посећују цветове биљака из рода Achillea и цветова штитоноша (Apiaceae). Ова врста је у Србији забележена на топлим стаништима на југу земље, као и у Делиблатској пешчари.

## Биљка хранитељка
Ларва ове врсте развија се две године у корењу дрвенастих махунарки (Fabaceae), нарочито Ononix natrix али и Dorycnium hirsutum. У литератури се наводи и податак да је и храст (Quercus sp.) биљка хранитељка.

## Галерија
- јединке у копулацији
- на цвету биљке из породице штитоноша
- на цвету биљке из рода Eryngium